# Logan County, Ohio
Logan County är ett administrativt område i delstaten Ohio, USA, med 45 858 invånare. Den administrativa huvudorten (county seat) är Bellefontaine. 

## Geografi
Enligt United States Census Bureau har countyt en total area på 1 209 km². 1 187 km² av den arean är land och 22 km² är vatten.    

### Angränsande countyn
- Hardin County - nord
- Union County - öst
- Champaign County - syd
- Shelby County - väst
- Auglaize County - nordväst